# Fort du Mont
Le fort du Mont, appelé brièvement fort Daumas, est un ouvrage fortifié alpin, situé à l'est-nord-est de la commune d'Albertville, se situant à 1 127 mètres d'altitude, dans le département de la Savoie.

## Mission
Le fort du Mont est un des éléments composant la place forte d'Albertville, chargée de la fin du XIXe siècle jusqu'au début du XXe siècle, en cas de conflit entre le royaume d'Italie et la République française, de défendre l'accès à la combe de Savoie.
Placé à 1 130 mètres d'altitude à l'est d'Albertville sur les pentes de la Roche-Pourrie (qui culmine à 2 037 m), plutôt isolé du reste de la place forte, le fort surplombe l'agglomération ainsi que le val d'Arly (menant à Beaufort) et la vallée de la Tarentaise (où passe la route menant à Bourg-Saint-Maurice et le col du Petit-Saint-Bernard). Le fort est épaulé par deux autres fortifications placées plus haut pour contrôler les sentiers et crêtes : au nord-est le blockhaus du Laitelet (à 1 362 m d'altitude ; 45° 40′ 57″ N, 6° 26′ 14″ E) et à l'est le blockhaus des Têtes (1 673 m d'altitude ; 45° 40′ 38″ N, 6° 26′ 47″ E).

## Histoire
Par le décret du 21 janvier 1887, le ministre de la Guerre Georges Boulanger renomme tous les forts, batteries et casernes avec les noms d'anciens chefs militaires. Pour le fort du Mont, son « nom Boulanger » est en référence au général Melchior Joseph Eugène Daumas, né à Delémont (en Suisse) le 4 octobre 1803 et décédé à Camblanes en 1871. Il fit toute sa carrière en Algérie. Général de division le 14 janvier 1853 ; sénateur le 12 août 1857 ; auteur des Principaux généraux du cavalier arabe. Le nouveau nom devait être gravé au fronton de l'entrée. Dès le 13 octobre 1887, le successeur de Boulanger au ministère, Théophile Ferron, abroge le décret. Le fort reprend officiellement son nom précédent.
En 1947, le fort est utilisé par une association pour faire des colonies de vacances pour les enfants d'Albertville. En 1967, le fort est vendu à la commune. À la dissolution de l'association en 2005, le fort et les deux blockhaus sont confiés au syndicat intercommunal regroupant Albertville, Tours-en-Savoie et Venthon (SI du Fort). En plus des visites touristiques, le fort accueille depuis 2013 des caves d'affinage pour du fromage de Beaufort (par la société Monts & Terroirs du groupe Sodiaal).

## Description

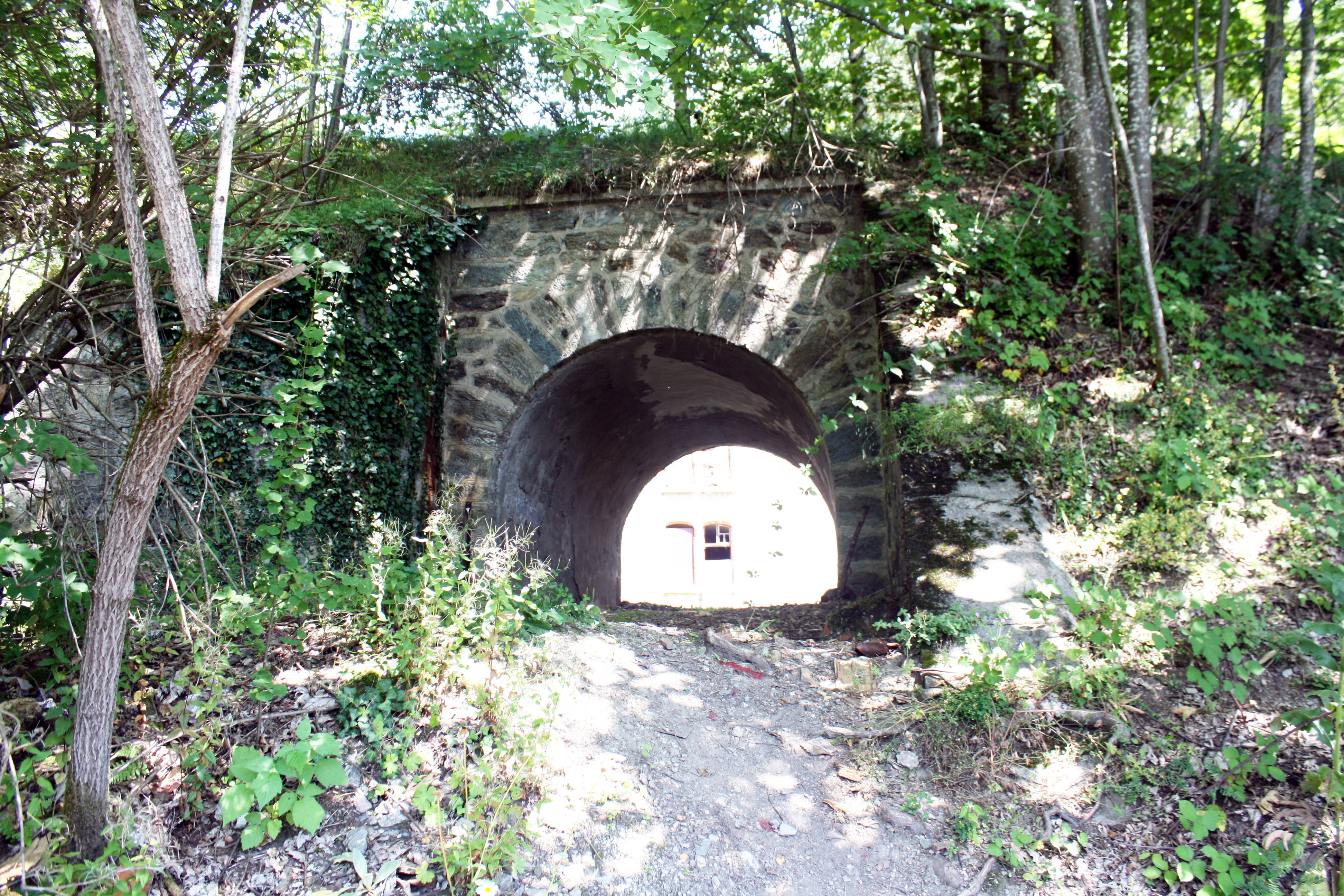
Un passage couvert du fort.

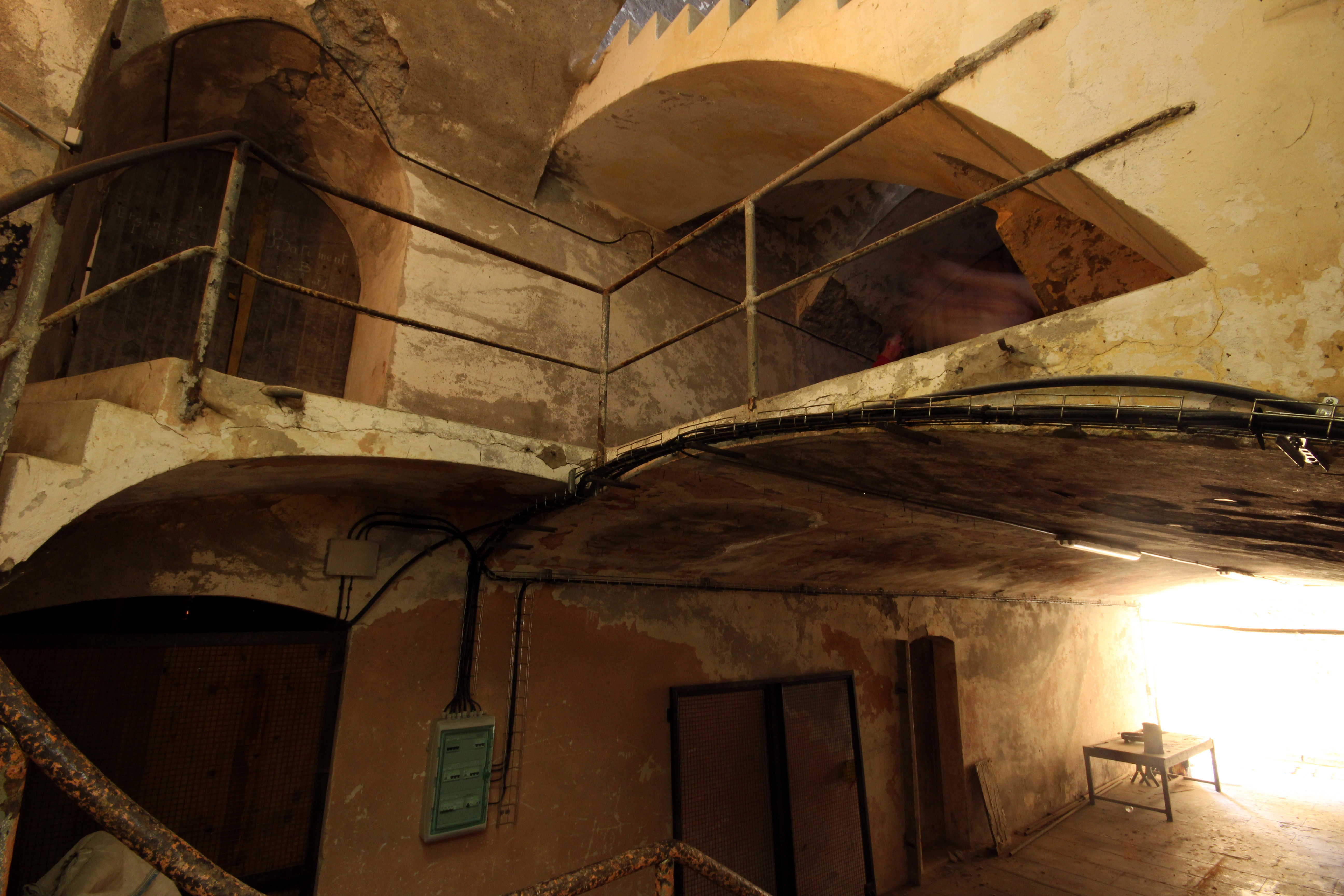
Détail d'un escalier qui même à une traverse.

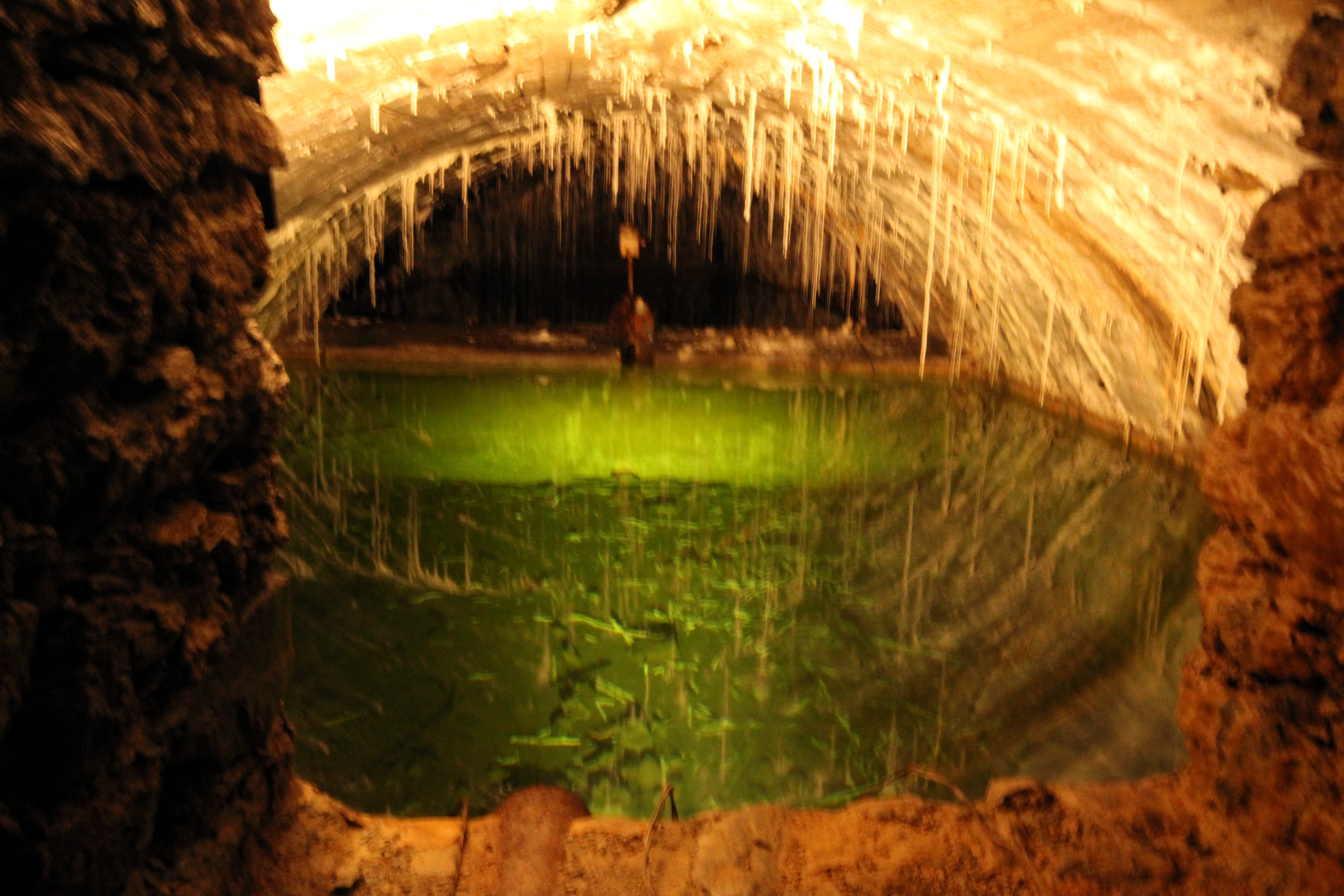
La citerne du fort.

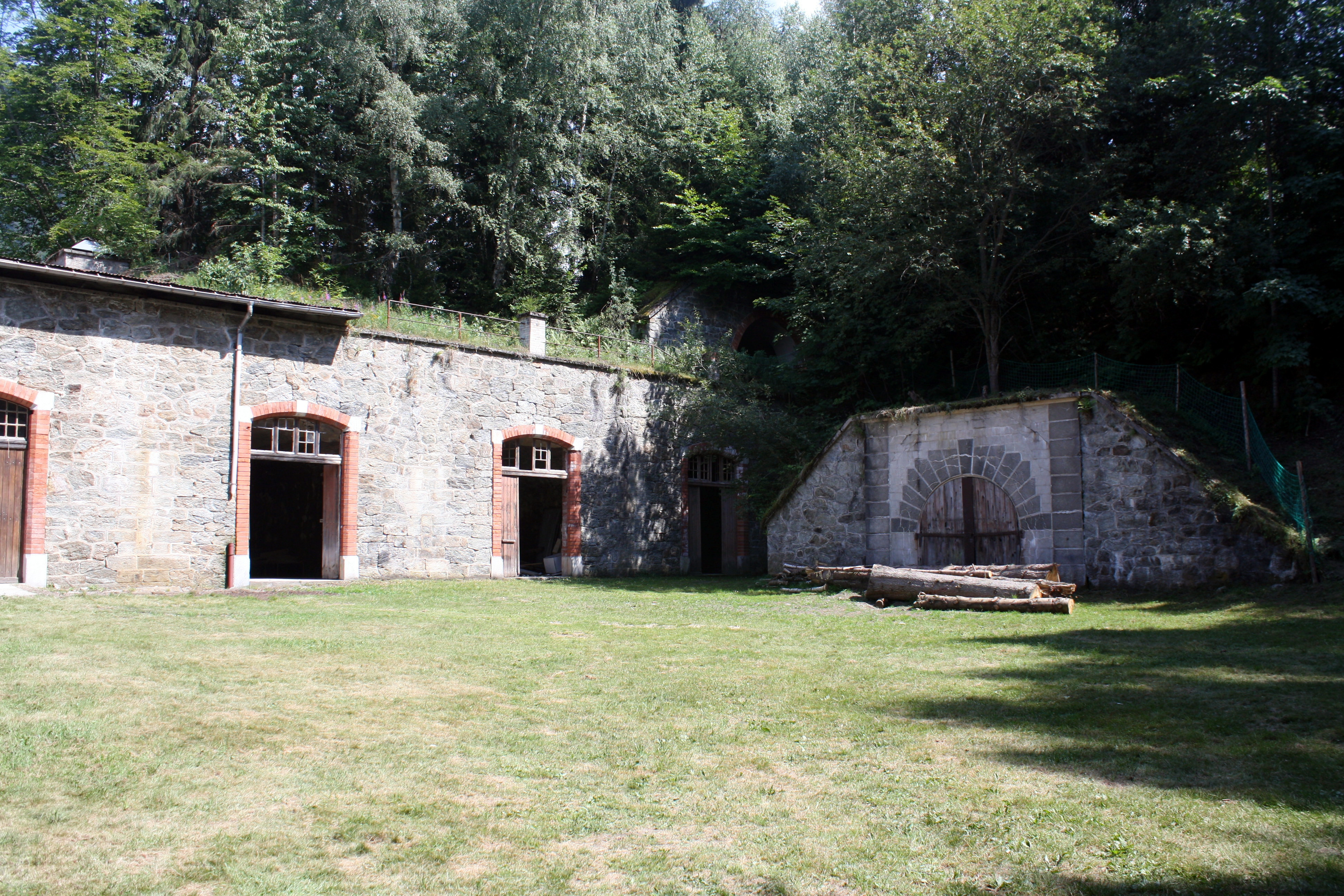
La cour supérieur du fort.

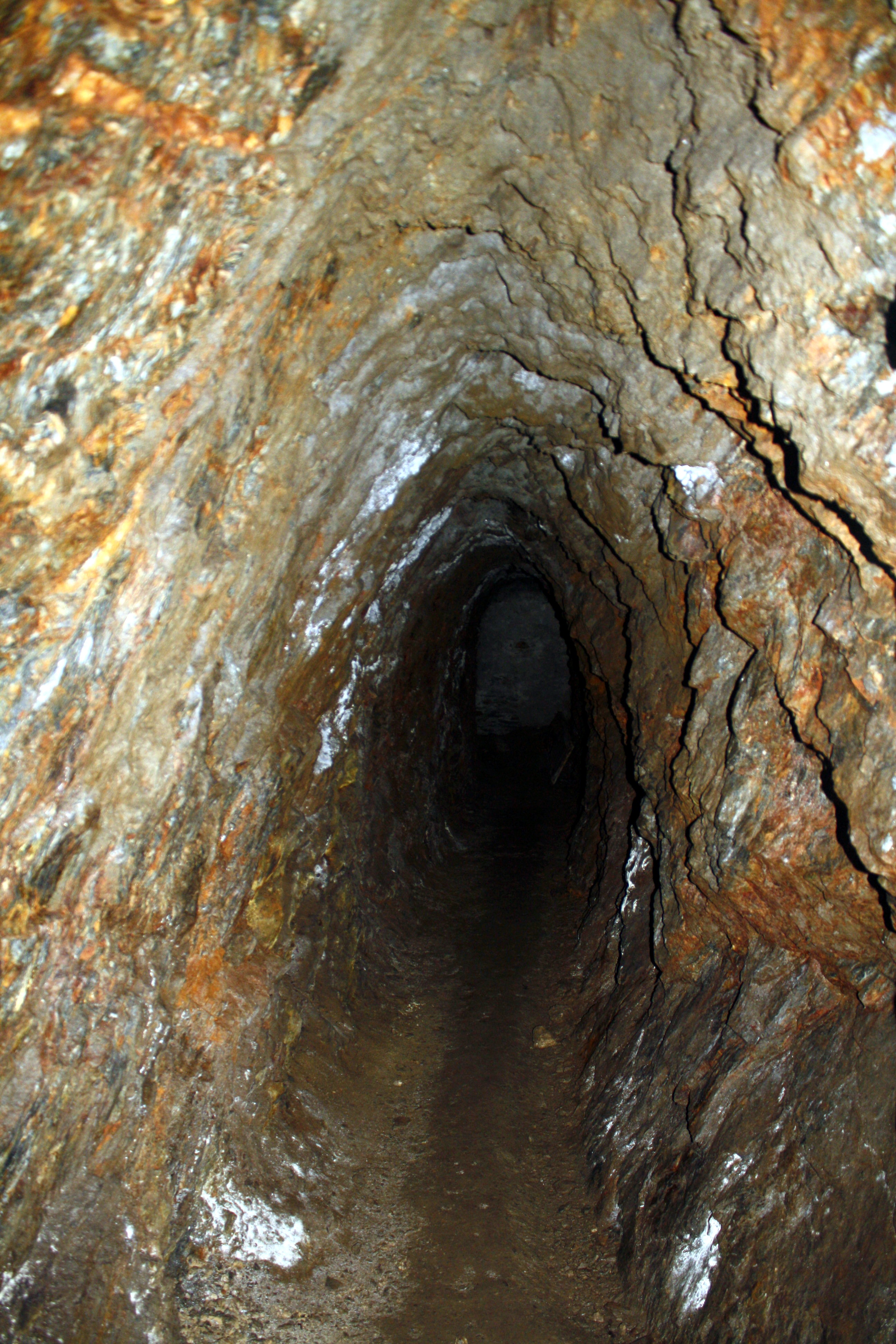
Une galerie creusée dans la roche du magasin sous roc.

Le fort a la forme d'un polygone vaguement rectangulaire, bordé par un fossé sur deux côtés (est et nord), défendu par une caponnière double (saillant II) et un coffre d'escarpe (saillant III), avec trois petits bastions (les bastionnets sont ici préférés à cause de la neige qui risque d'obstruer les créneaux de tir des caponnières). Les bâtiments sont en maçonnerie, le tout recouvert de terre. Le casernement voûté est surmonté par un cavalier portant l'artillerie ; face à l'est ont été aménagées deux casemates à tir direct type Haxo.

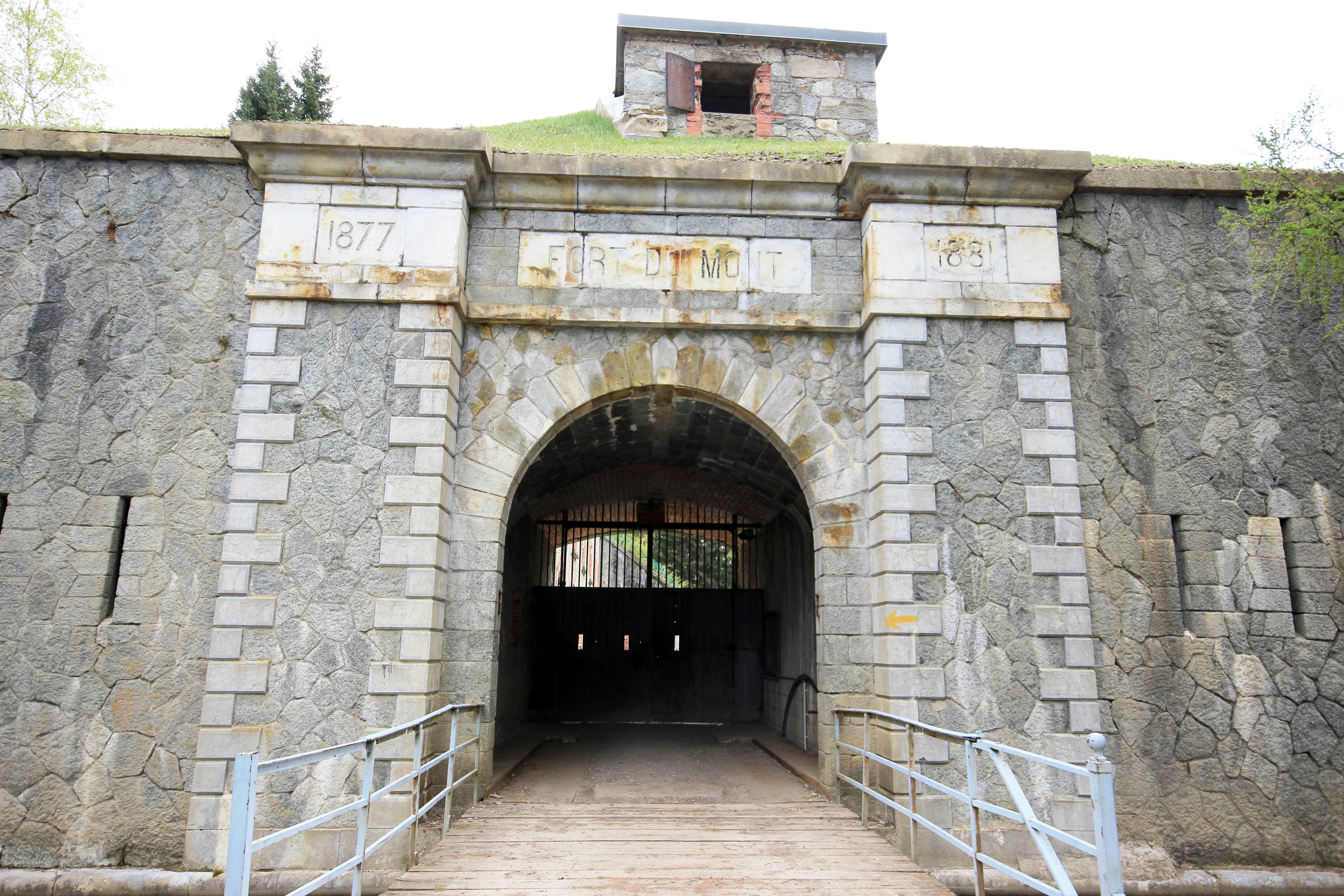
L'entrée du fort.
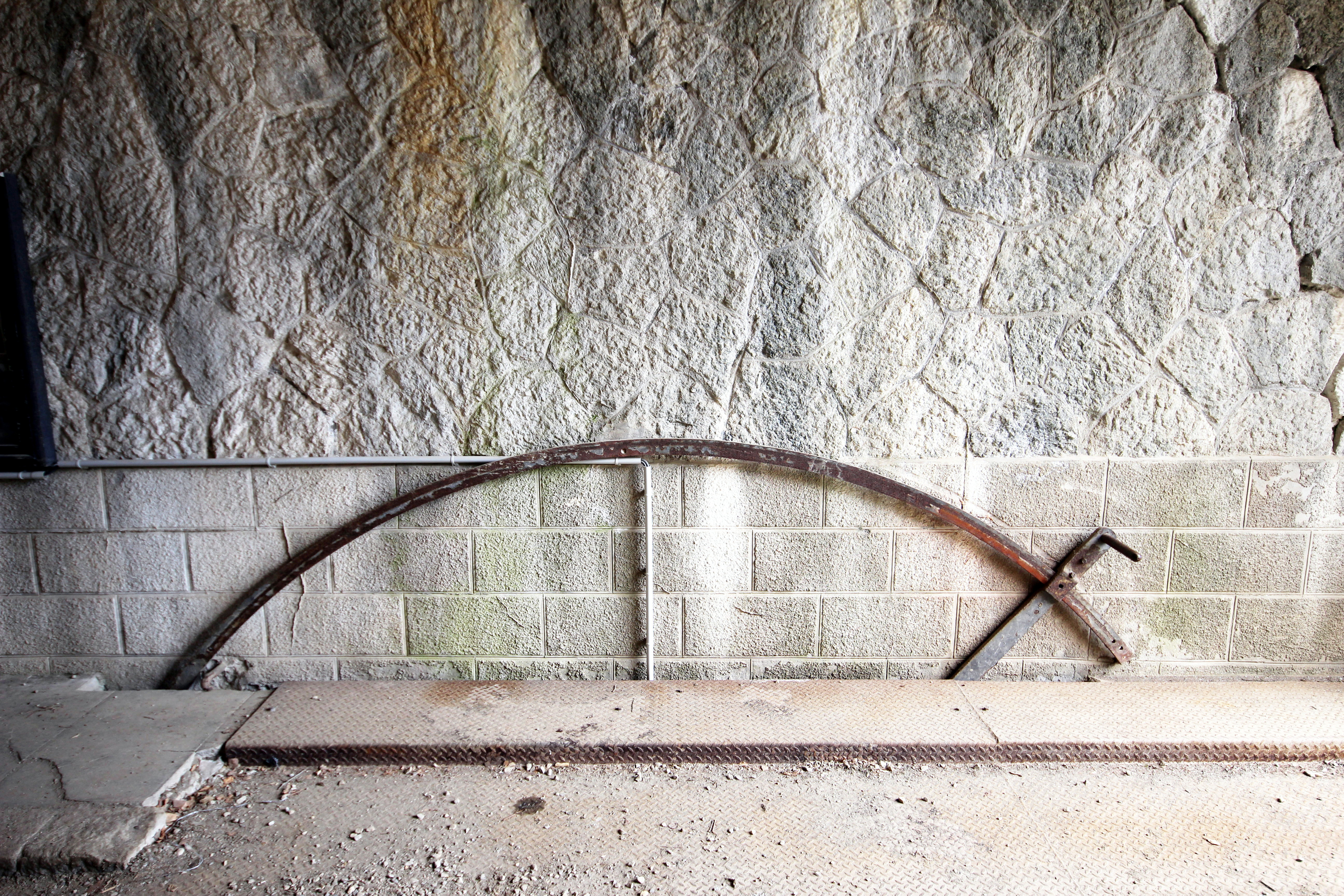
Le mécanisme du pont-levis.
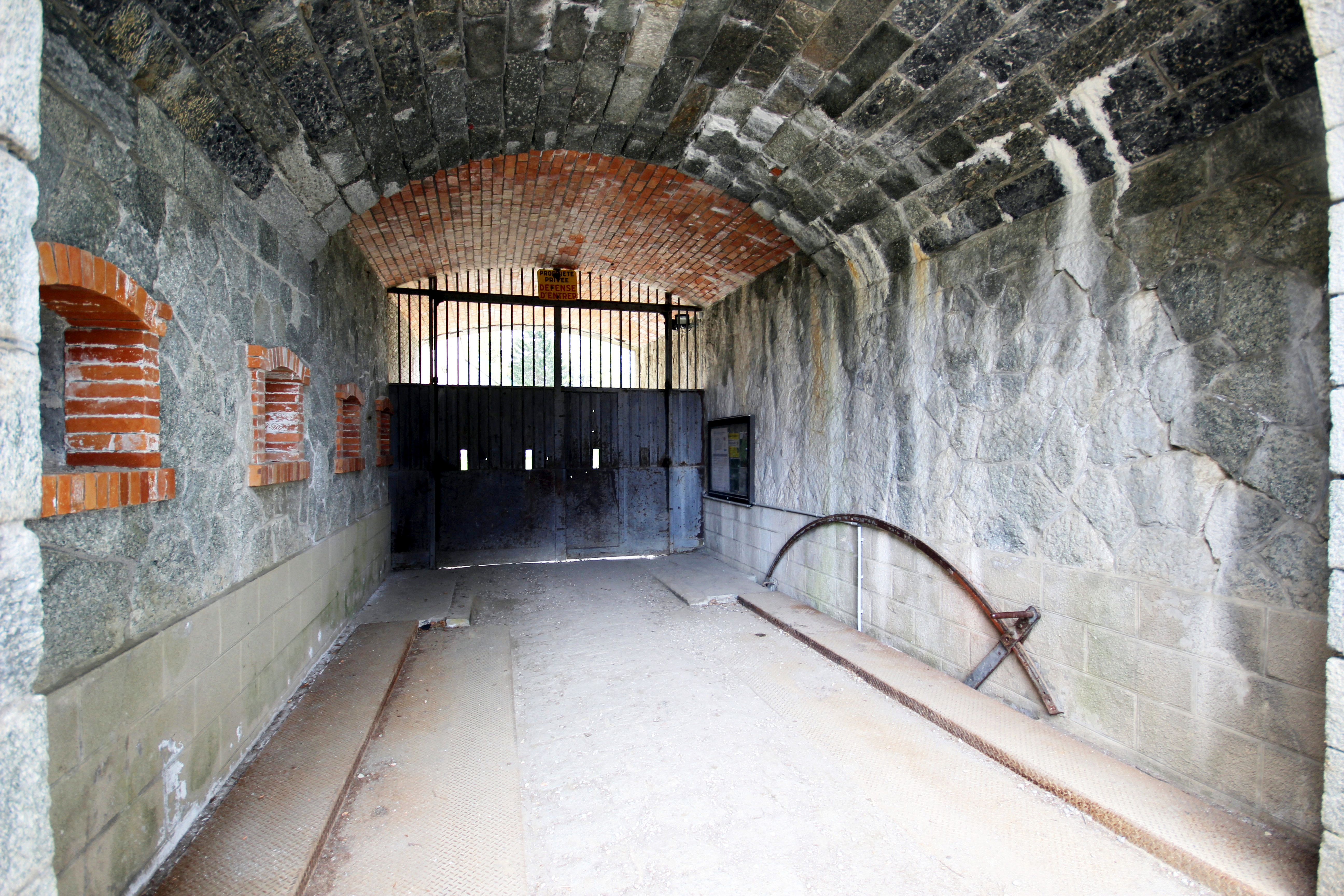
La porte blindée et le mécanisme du pont-levis.
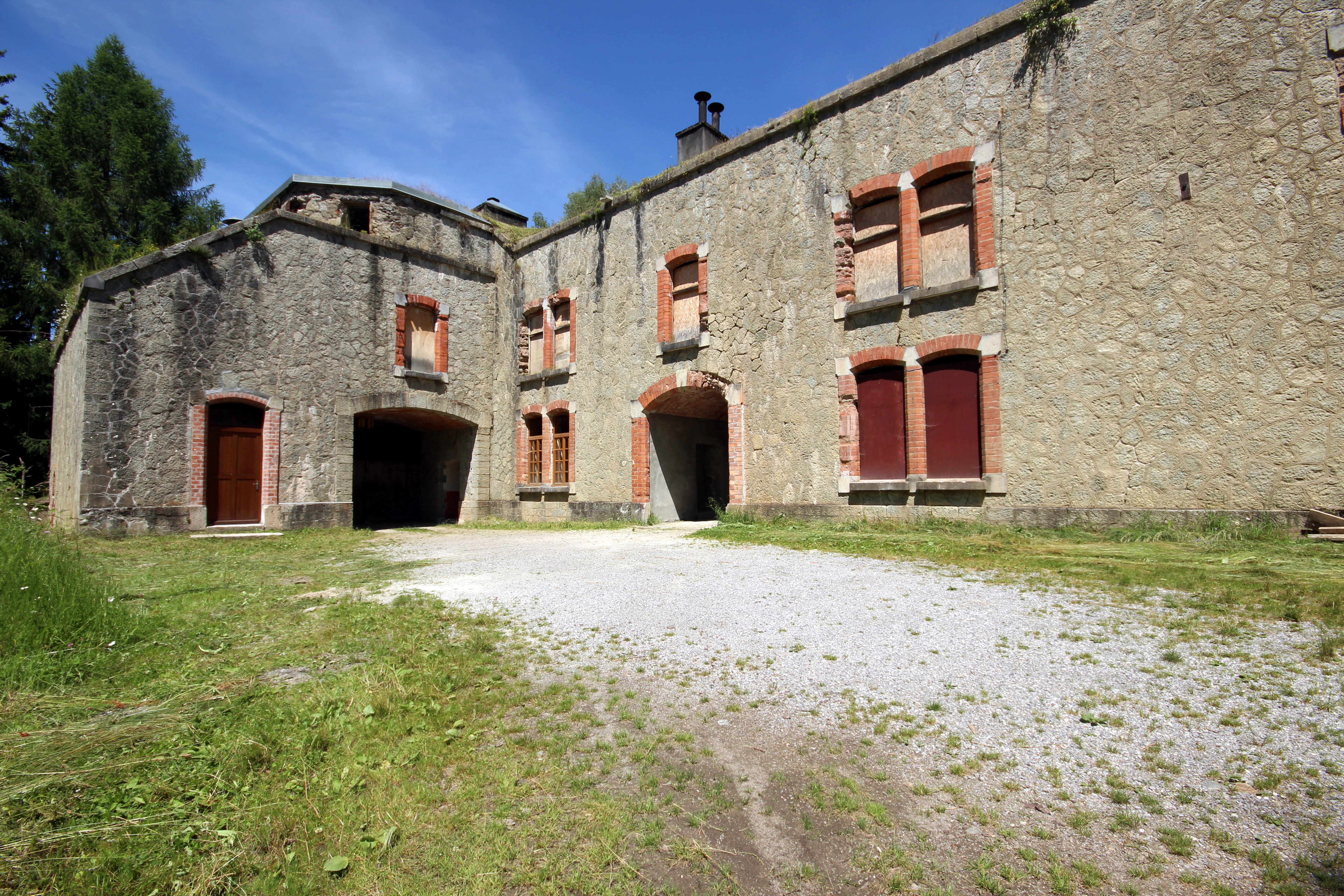
L'arrière de l'entrée.
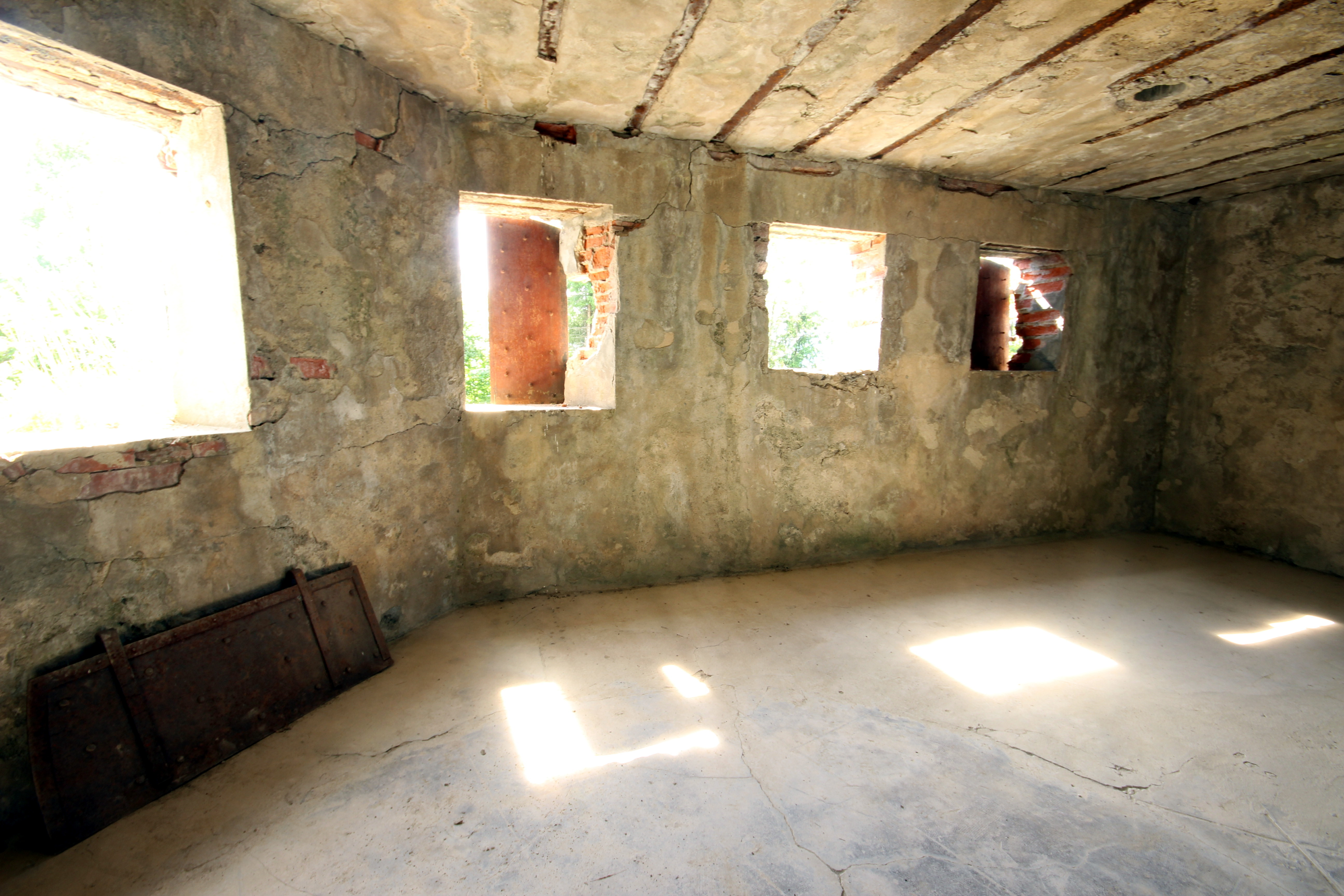
L'intérieur du poste optique.

C'est un fort Séré de Rivières de première génération, un fort de protection aux fronts bastionnées. Il est de forme vaguement carrée, assez ramassé sur lui-même. Situé à 2,5 km à l'est d'Albertville, il était prévu pour une garnison de 402 hommes et 22 pièces dont 6 mortiers et 4 de flanquement. Son escarpe, revêtue en maçonnerie de moellons, est surmontée d'un mur crénelé en béton. Ce mur défensif, sur le font sud, est entrecoupé de traverses en béton, de simples murs de 40 cm d'épaisseur, empêchant le tir en enfilade. La défense des fossés se réalise depuis des bastionnets d'angle, sauf au saillant II où l'on trouve une caponnière double très particulière et au saillant III où on a aménagé un coffre d'escarpe, la disposition des lieux ne se prêtant pas à la construction d'un aileron. Non seulement cette caponnière double présent un flanc avec de l'artillerie (battant le front III-II) et un second ne comprenant que des créneaux pour feux de mousqueterie (orienté vers le saillant I), mais surtout elle est à deux étages et, qui plus est, les deux flancs sont décalés en hauteur ce qui lui confère une esthétique unique et tortueuse à souhait. Le fort possédait un important poste de communications optiques, implanté à la verticale du porche d'entrée et malheureusement bien dénaturé aujourd'hui.

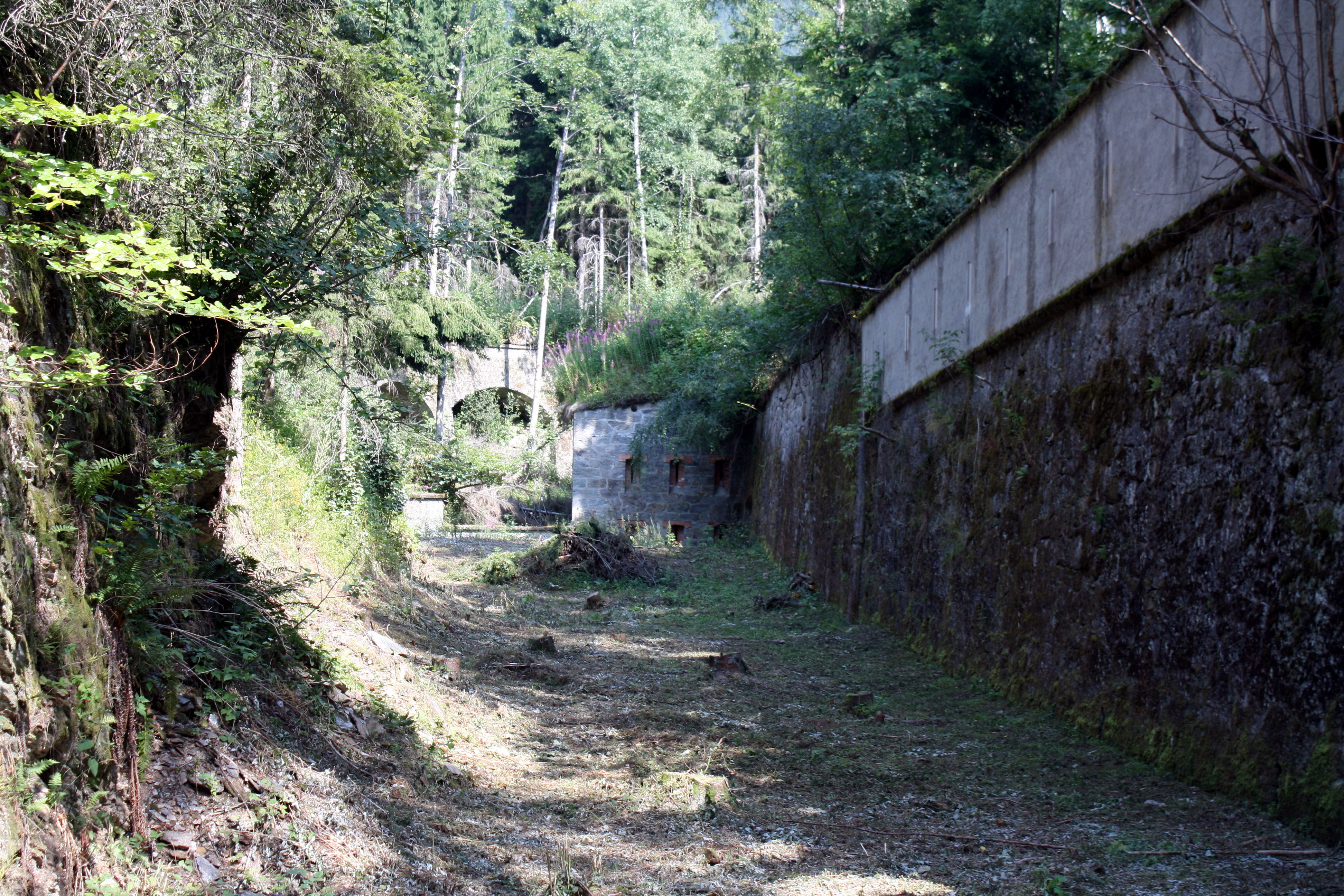
Le mur d'escarpe du fort.
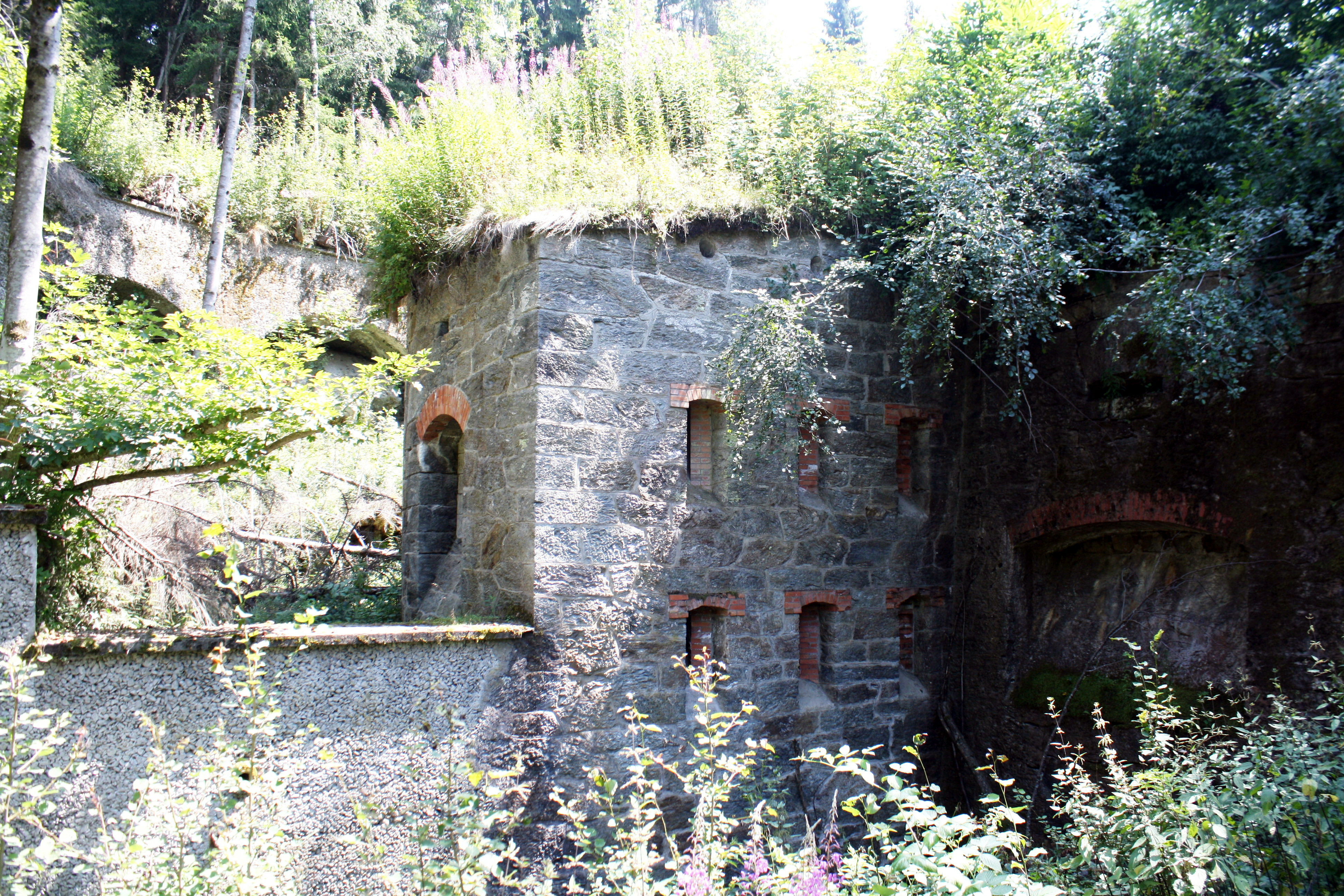
La caponnière double du fort.
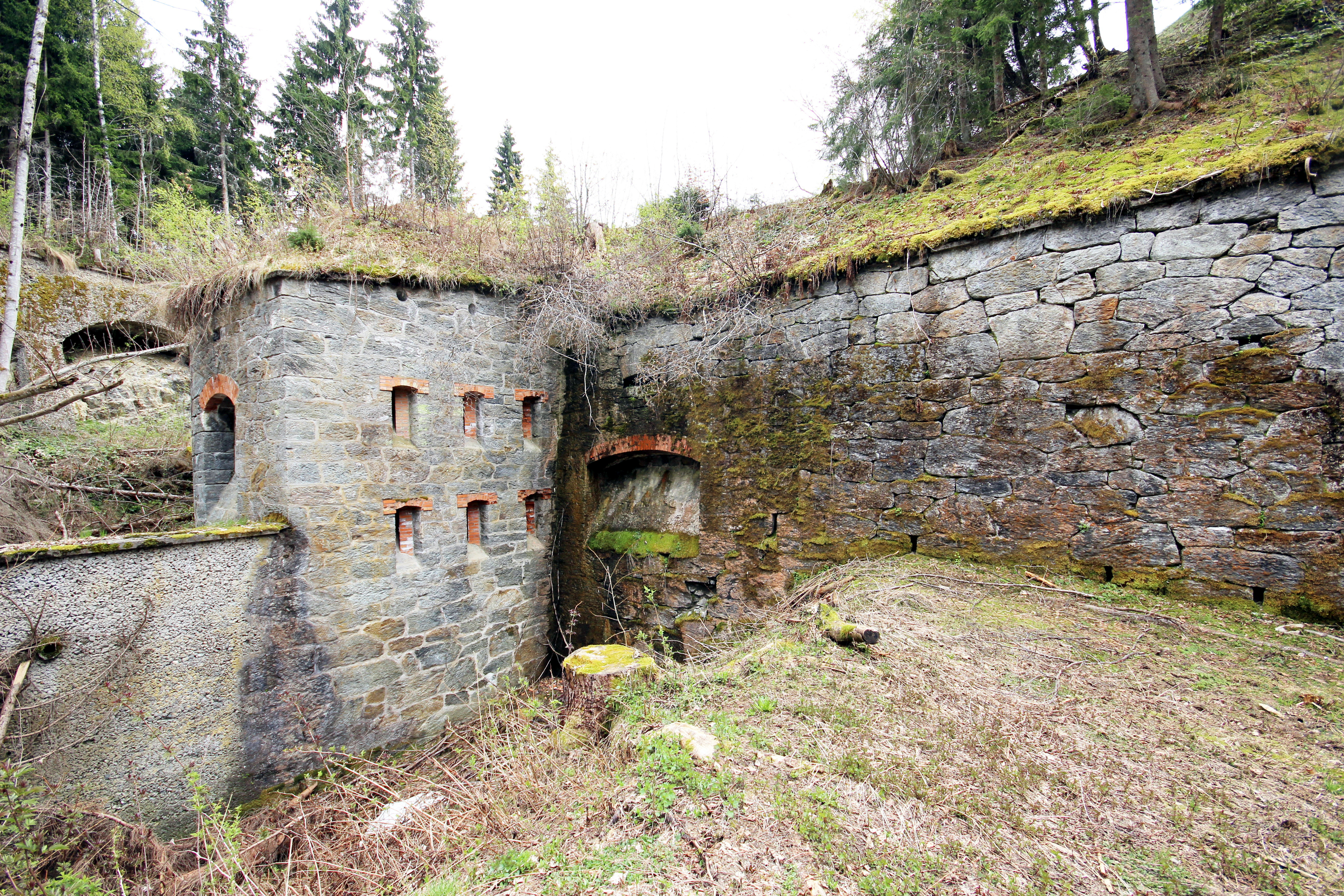
La caponnière double.
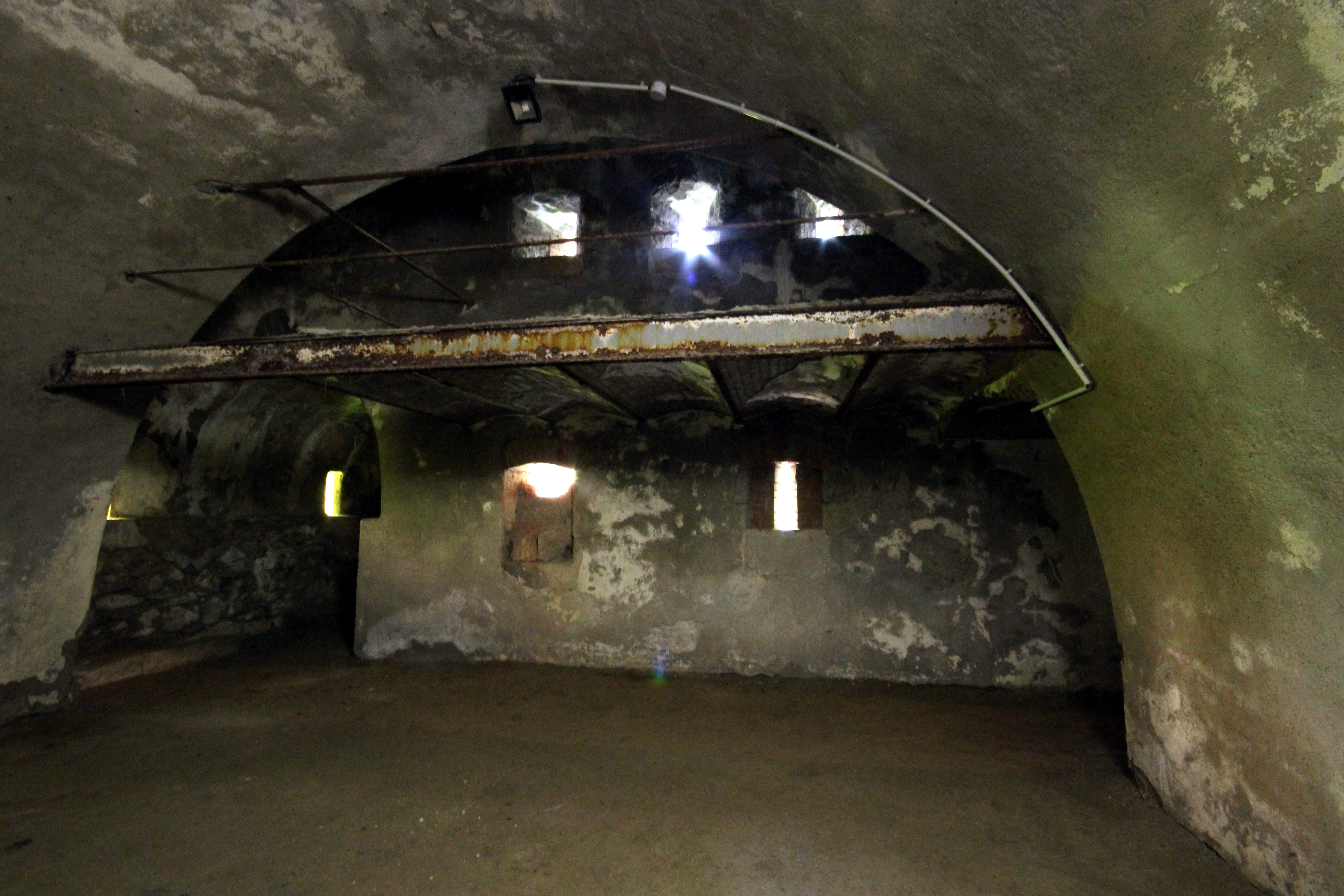
L'intérieur de la caponnière double.

L'entrée abrite un pont-levis à bascule en dessous à mouvement assisté dont le mécanisme est en très bon état. Sous le porche de l'entrée se trouve une citerne dont la voûte, splendide, est constellé de stalactites. Une partie du casernement est à deux étages et, comme ailleurs dans cette place, les maçonneries de moellons sont associées à celle de briques de terre cuite. Un four à pain de 250 rations est encore opérationnel. Le couloir à l'arrière des chambrées du casernement des officiers est de forme ogivale et, originalité, des jours grilles se trouvent au sol devant chaque porte du premier étage de façon à éclairer le couloir du rez-de-chaussée. Le fort abrite trois magasins à poudre contigus; en fait un magasin aux munitions confectionnées et deux magasins à poudre. Ces locaux sont d'aspect et de dimensions identiques. L'accès de la chambre aux lampes de celui de gauche, celui des munitions confectionnées, se faisait depuis une trappe dans le plafond du prolongement du couloir de circulation à l'arrière des chambrées du premier étage du casernement de la troupe. Ce couloir, face à caque travée de chambrée, affecte une forme courbe (ce qui se rencontre aussi dans des forts de diverses places) afin de mieux résister à la poussée des terres. Les travées des escaliers menant aux deux casemates du cavalier offrent de belle perspectives pour le photographe. Ces casemates, réputées bétonnées vers 1890, sont d'anciennes traverses-abris dont le fond a été percé et bétonnée en une visière de casemate à tir direct. Un magasin caverne ayant un grand local de stockage précédé d(un sas, un monte-charge, deux magasins aux munitions et trois ateliers de chargement a été creusé sous le centre du fort. Nombre de ses créneaux et autres fumivores sont encore en place. Un second monte-charge était prévu dans une traverses-abri du front sud, mais il n'a pas été creusé. Cette traverse du front sud, enracinée, formait un passage couvert risquant d'être pris en enfilade. Pour le protéger on a érigé un énorme et massif merlon de terre recouvertes de maçonnerie de moellons. Propriété de la mairie d'Albertville, ce fort est en assez bon état de conservation.

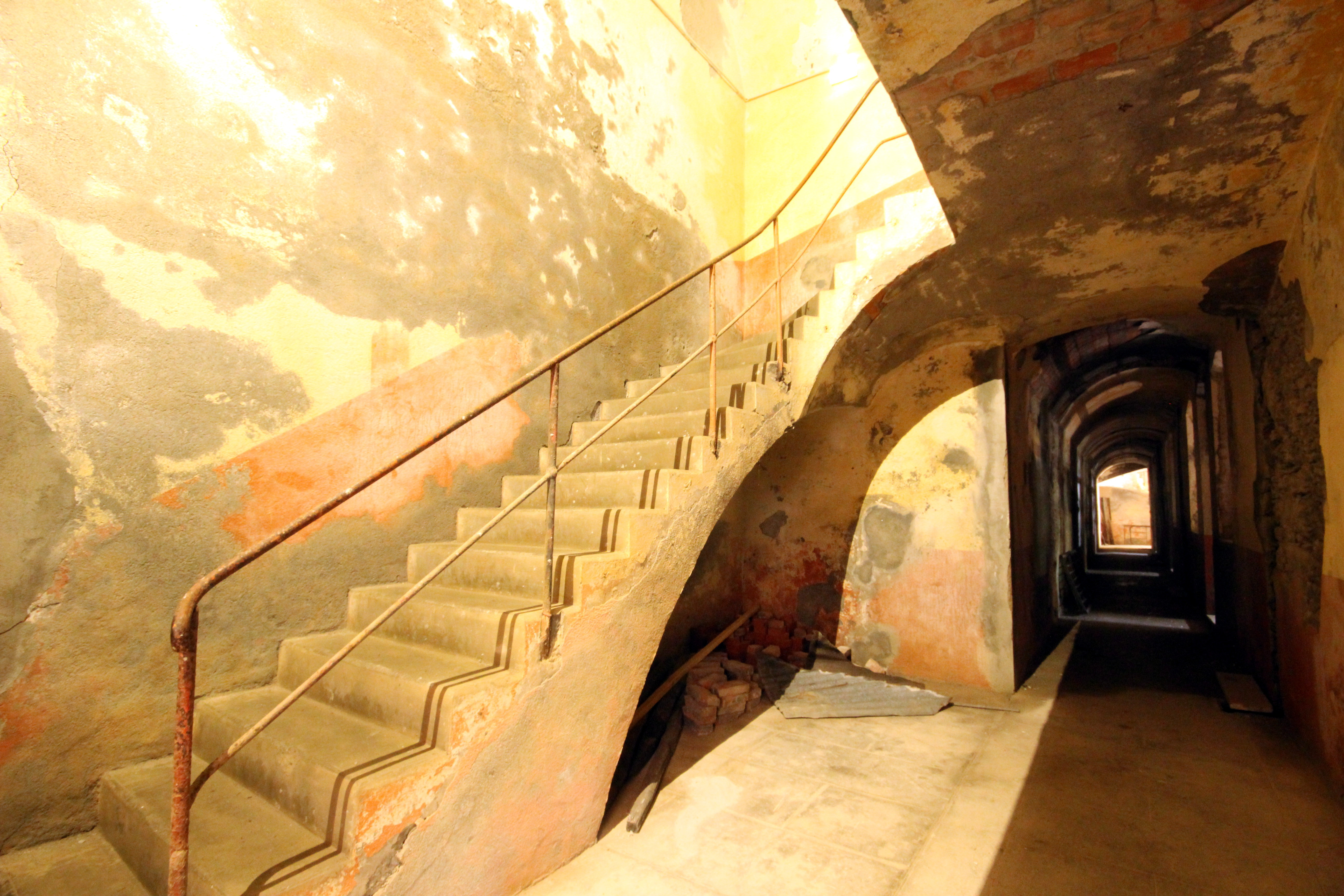
Un escalier derrière les chambrées.
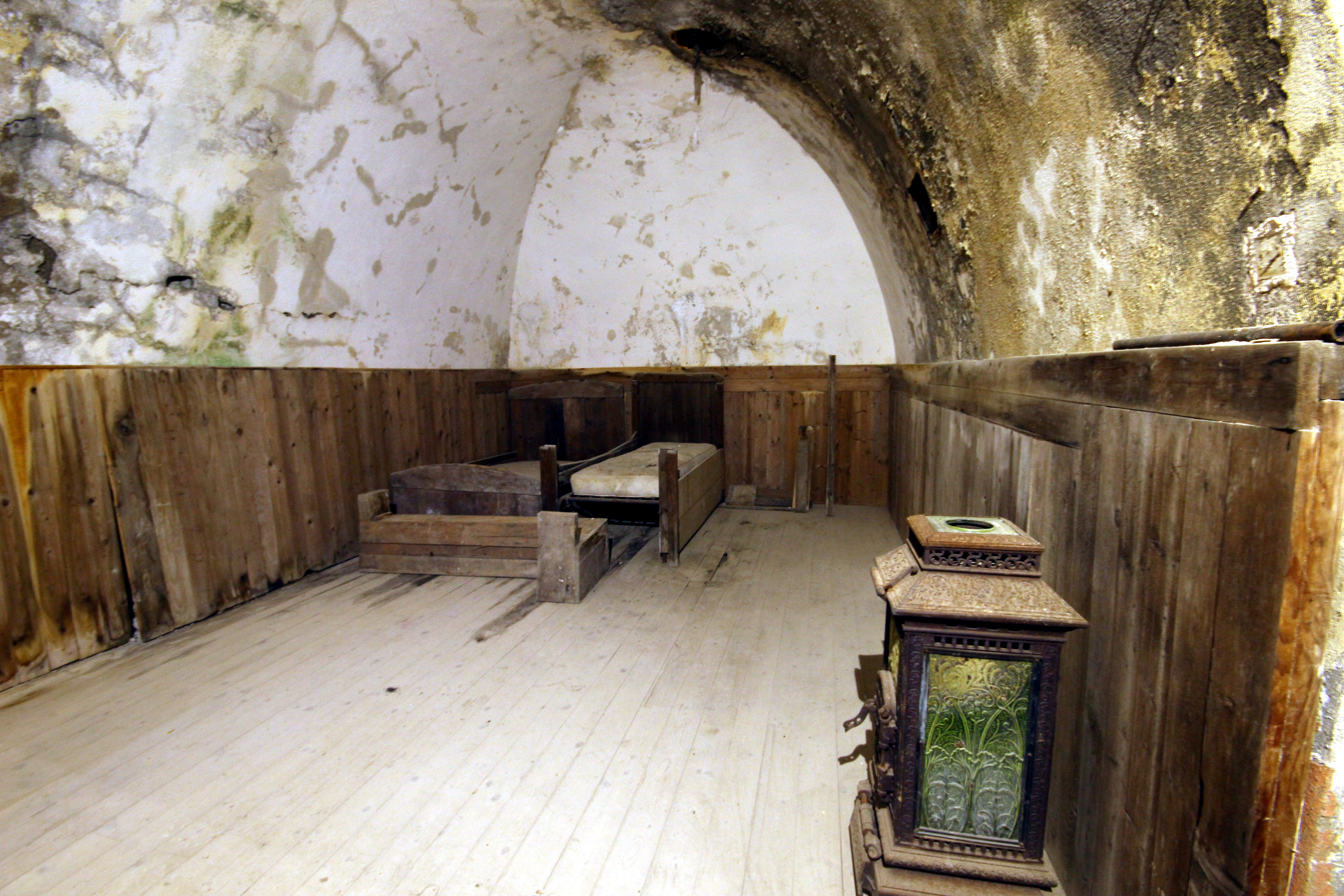
Une chambre près du poste optique.
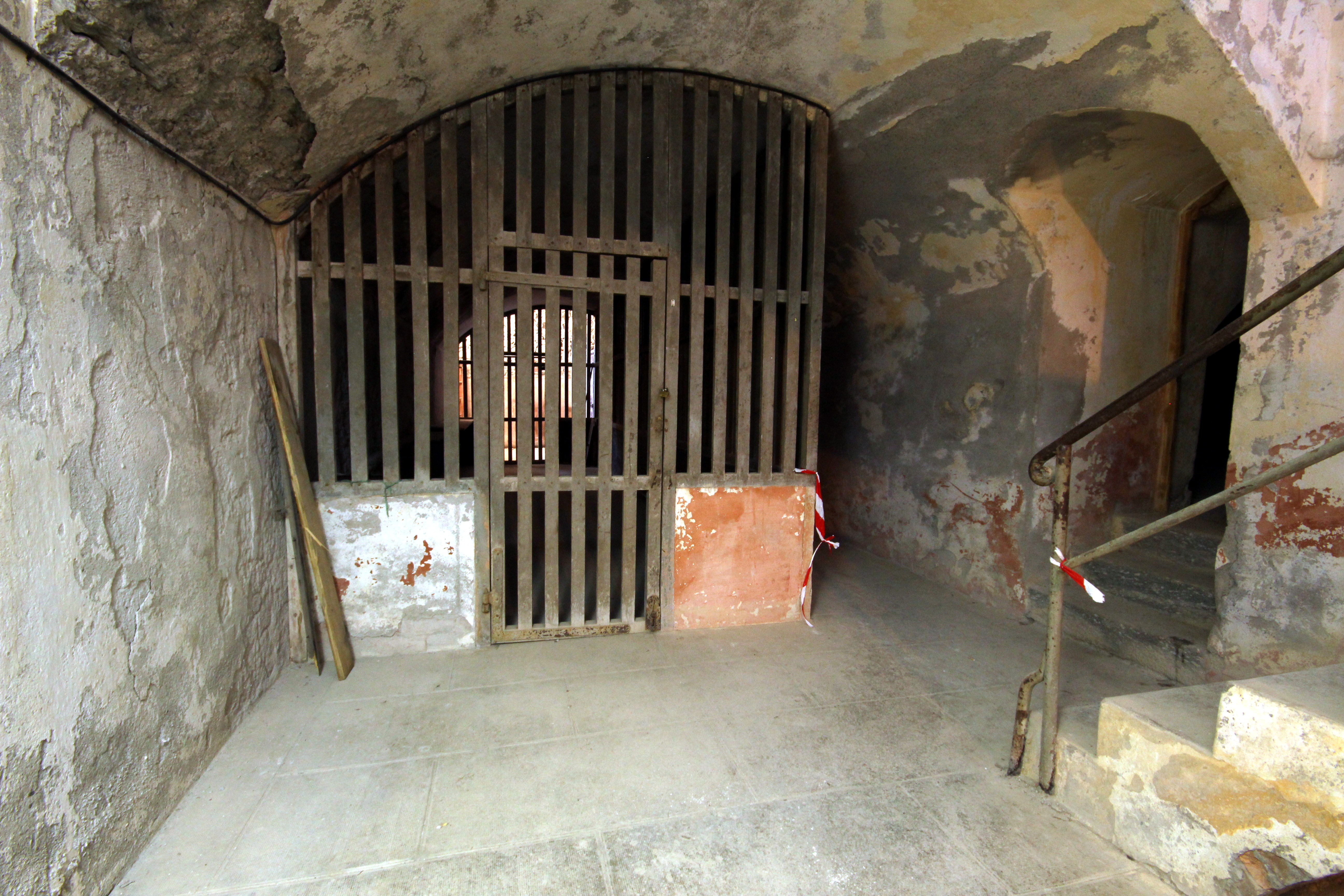
Une porte à claire-voie.
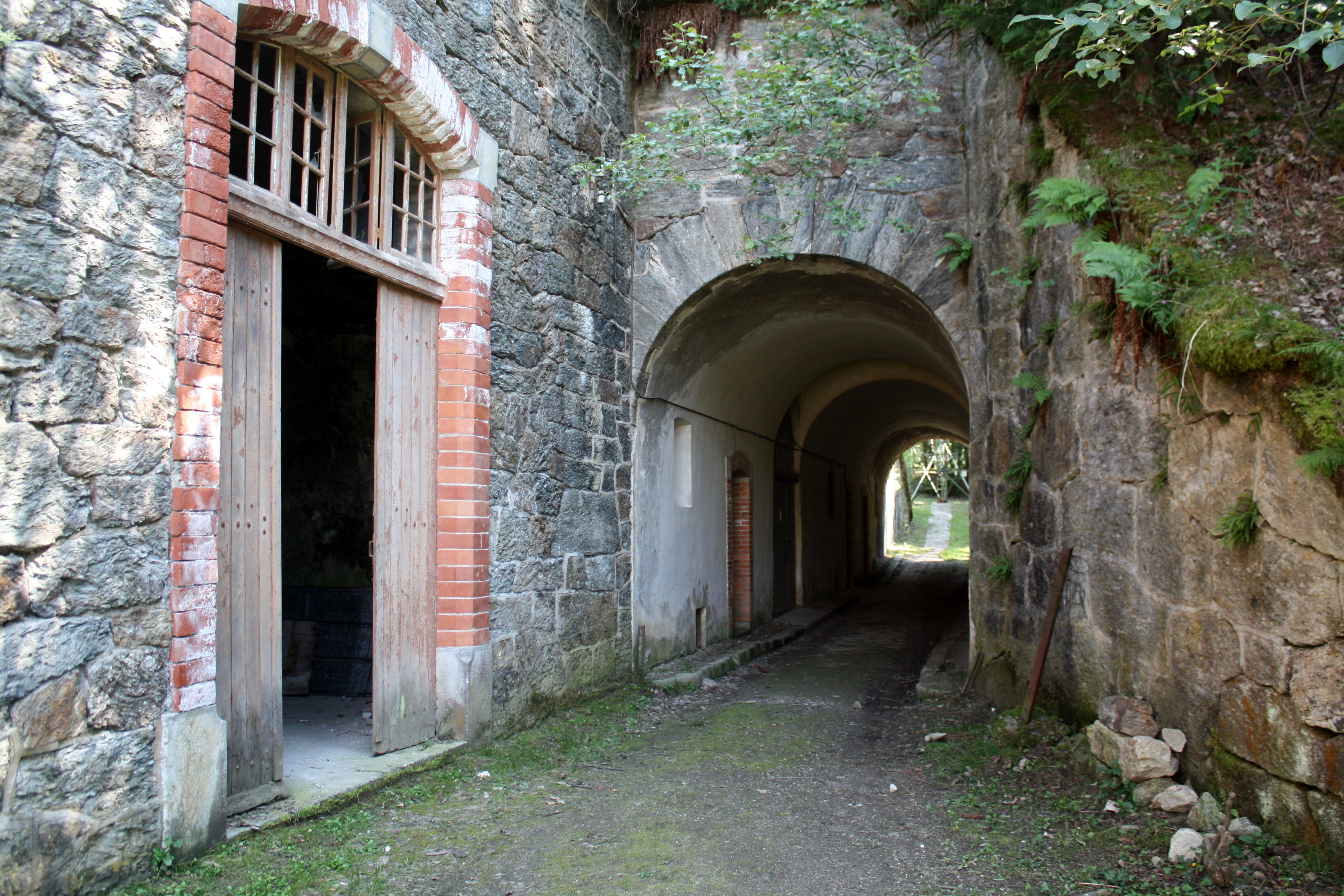
Un passage couvert.
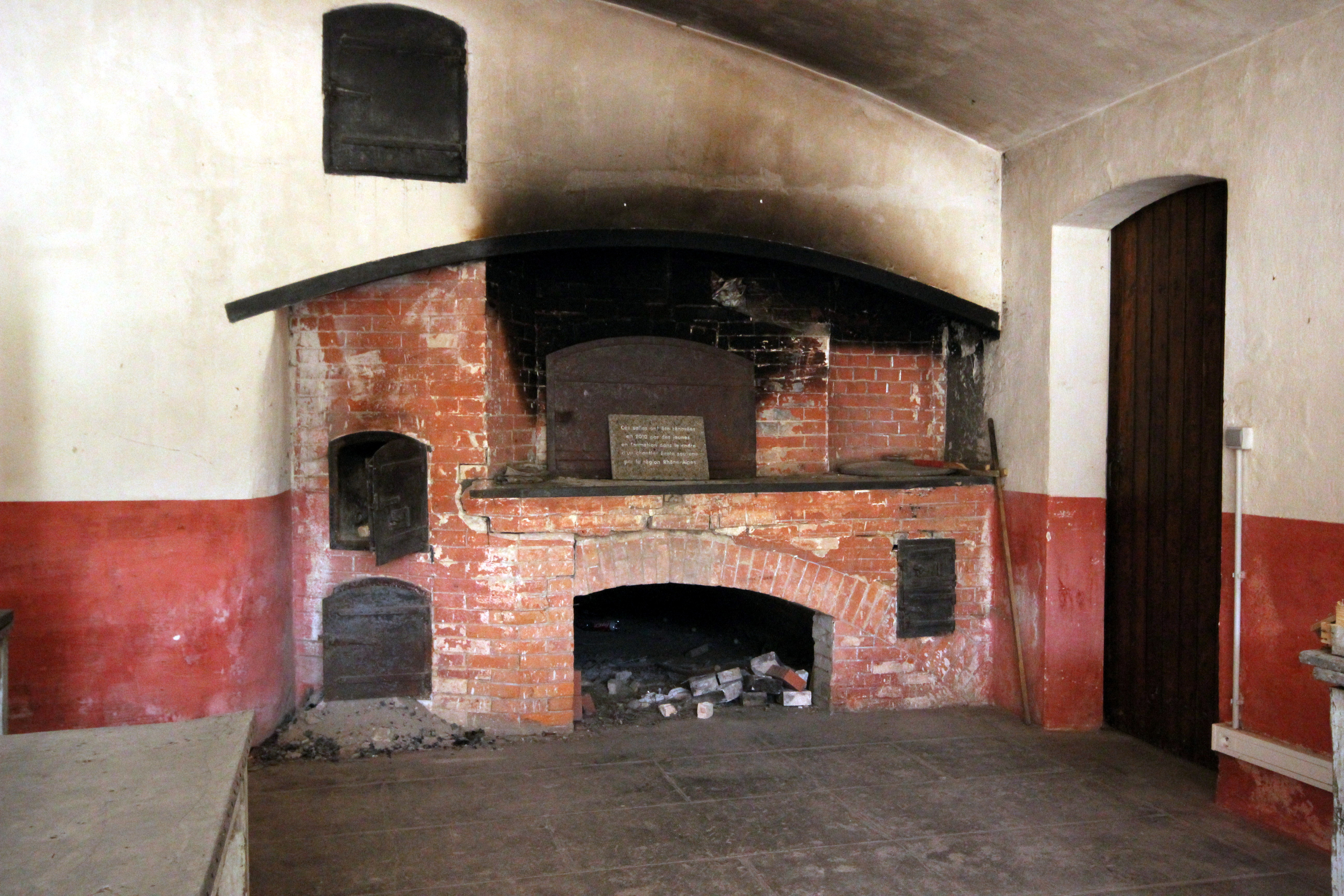
La boulangerie et le four à pain.
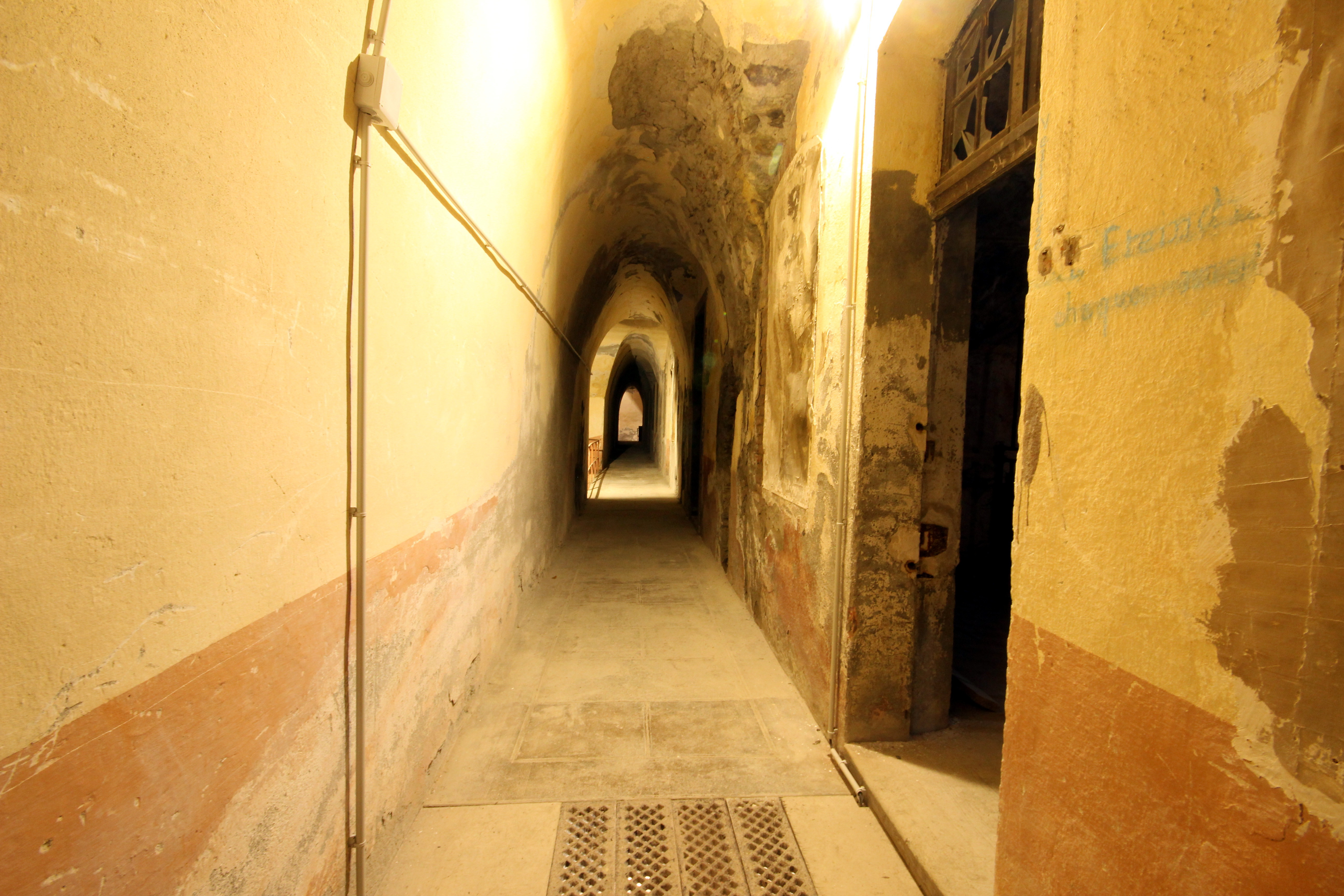
L'arrière des chambrées de l'étage.
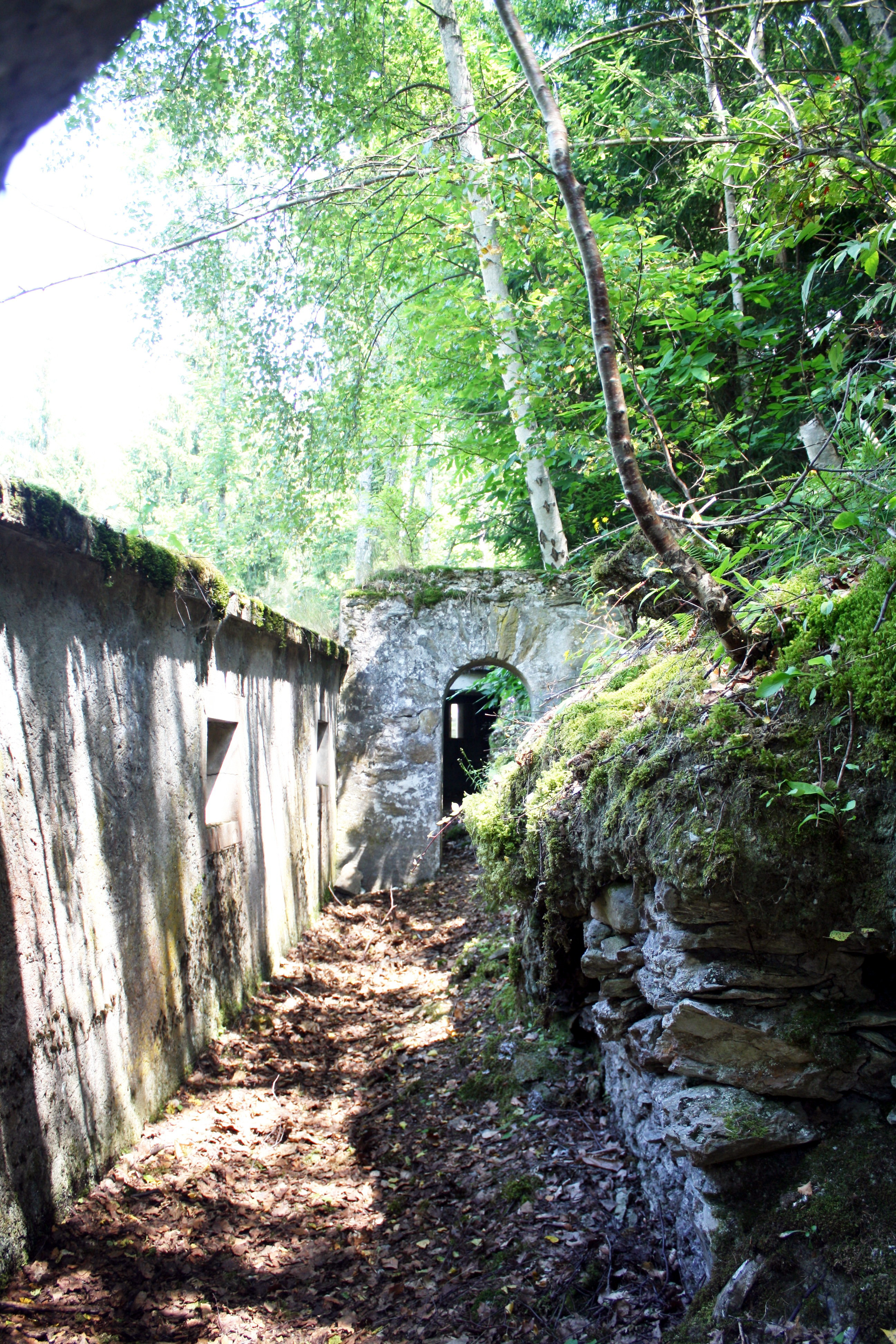
Le chemin de ronde.
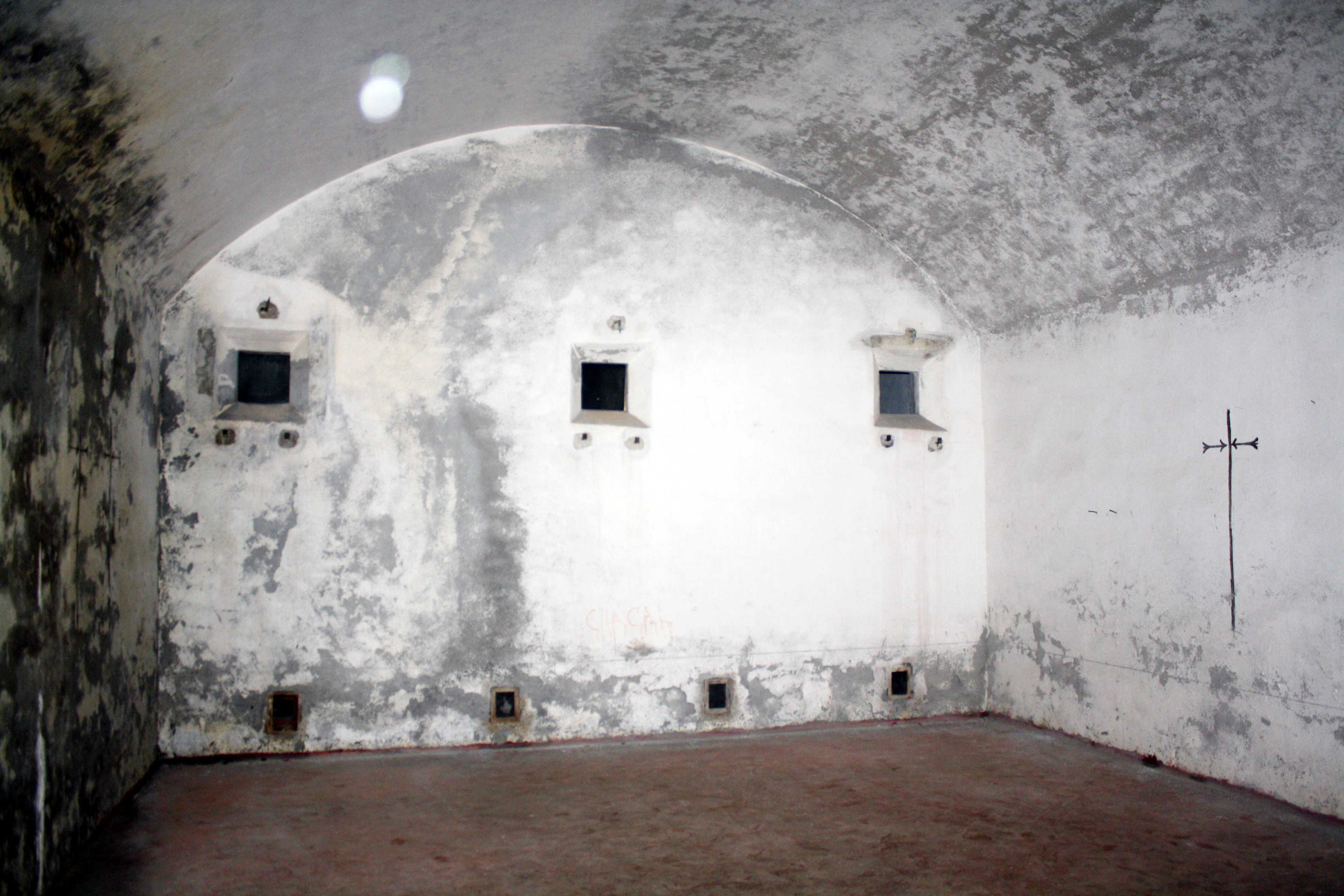
Le magasin à poudre du fort.
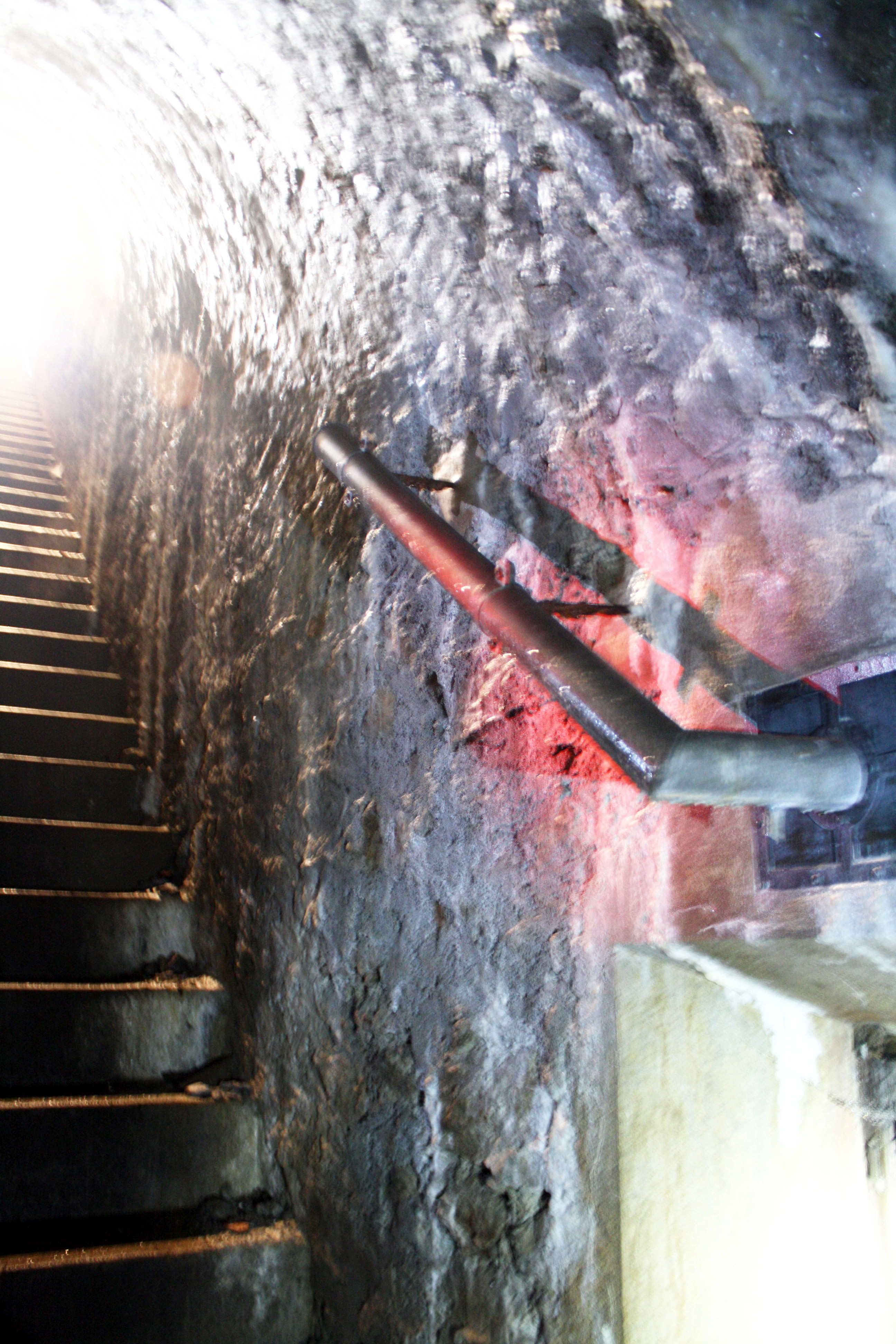
Un fumivore du fort.
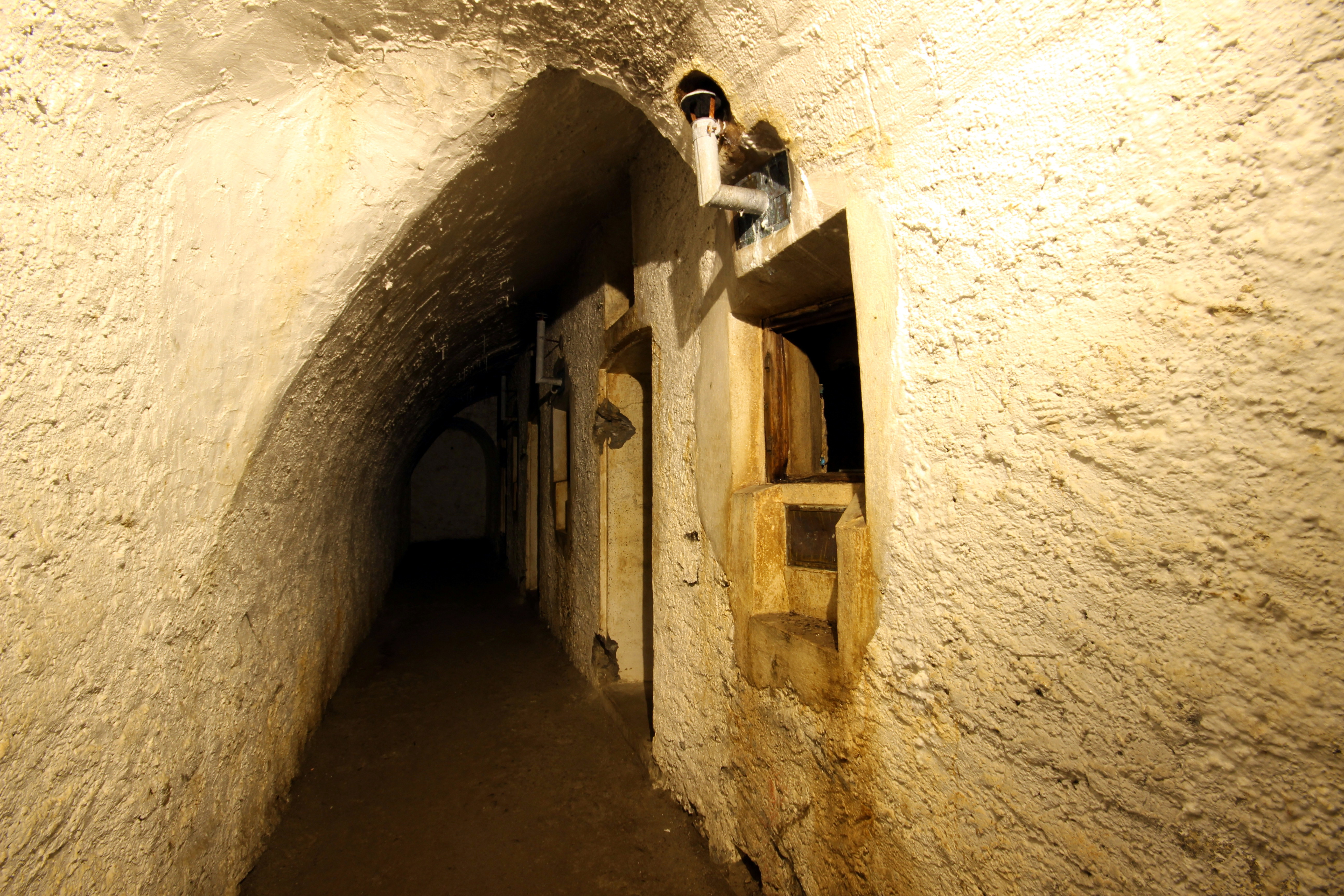
Le magasin sous roc avec ses fumivores.
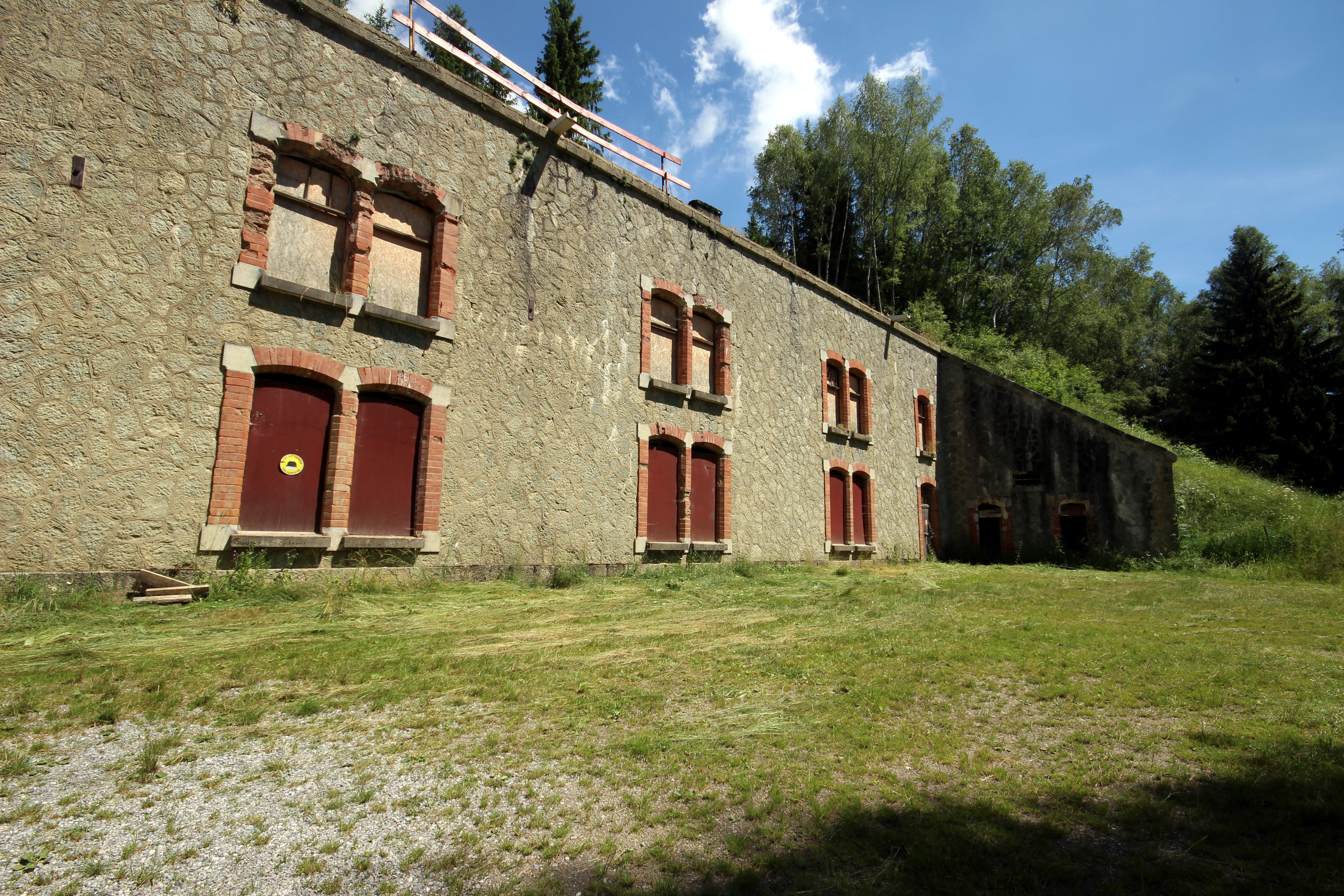
Le casernement des officiers.
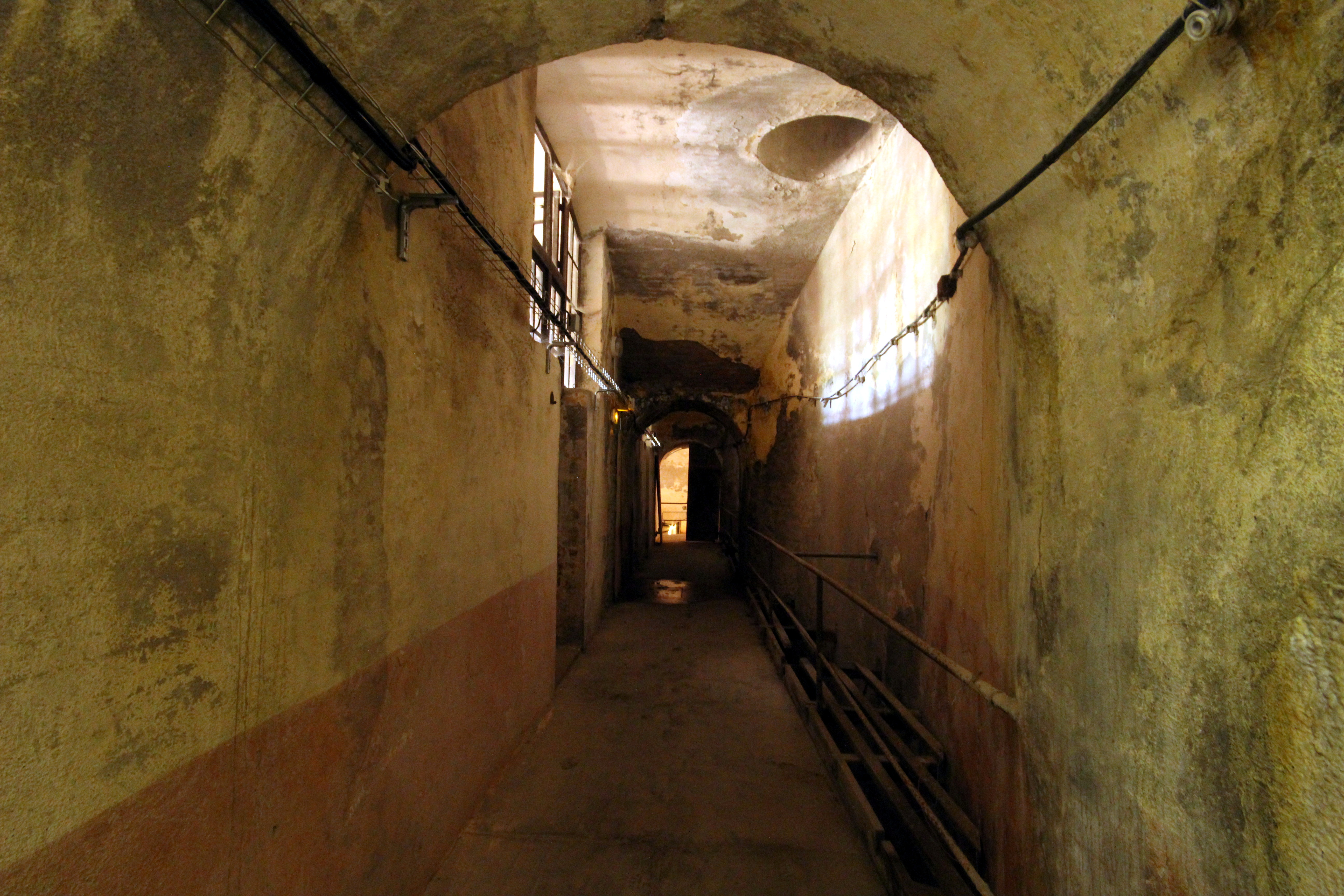
L'arrière d'une chambrée du deuxième casernement.